# Oswald Rügner
Oswald Rügner (* 16. September 1879 in Frankfurt am Main; † nach 1953) war ein deutscher Lederwarenfabrikant.

## Werdegang
Rügner wurde als Sohn eines Schreinermeisters geboren. Er sammelte sieben Jahre praktische Erfahrung in einer Lederwarenfabrik in Frankfurt am Main. 1909 gründete er in Offenbach mit drei Angestellten ein eigenes Unternehmen, das sich auf die Fabrikation von Reptilienledern spezialisierte. Später kamen weitere Nischensparten wie Haifisch- und Seehundleder, Gold- und Silberleder sowie die Verarbeitung von Schweinsleder hinzu. Bis zum Beginn des Zweiten Weltkriegs stieg die Zahl der Angestellten auf 380.
Er war Mitbegründer der Vereinigung der Hessischen Ledererzeugenden Industrie und von 1946 bis 1952 erster Vorsitzender und stellvertretender Vorsitzender des Verbands der Deutschen Lederindustrie.

## Ehrungen
- 1953: Verdienstkreuz (Steckkreuz) der Bundesrepublik Deutschland